# No Introduction
No Introduction – debiutancki album amerykańskiego rapera Tygi, którego premiera odbyła się 10 czerwca 2008 r. w Stanach Zjednoczonych. Wydawnictwo wydano nakładem wytwórni Pete Wentza – Decaydance Records.
Album został wyprodukowany przez Patricka Stump (Fall Out Boy) oraz S*A*M & Sluggo. Wśród gościli wystąpili Travie McCoy, Patrick Stump, Evan Taubenfeld czy Alexander DeLeon.
Utwór "Diamond Life" znalazł się na ścieżce dźwiękowej do gier Need for Speed: Undercover i Madden NFL 09 oraz filmu Fighting.

## Lista utworów
| Nr  | Tytuł utworu                                 | Producent               | Długość |
| --- | -------------------------------------------- | ----------------------- | ------- |
| 1.  | „Diamond Life” (gości. Patty Crash)          | S*A*M & Sluggo          | 3:26    |
| 2.  | „Coconut Juice” (gości. Travie McCoy)        | S*A*M & Sluggo          | 3:29    |
| 3.  | „Supersize Me”                               | Patrick Stump           | 3:33    |
| 4.  | „Don't Regret It Now” (gości. Patrick Stump) | Patrick Stump           | 3:59    |
| 5.  | „Pillow Talkin'”                             | Stress                  | 4:17    |
| 6.  | „AIM”                                        | Lu Balz, S*A*M & Sluggo | 3:24    |
| 7.  | „First Timers” (gości. Evan Taubenfeld)      | Evan Taubenfeld         | 3:43    |
| 8.  | „Cartoonz”                                   | S*A*M & Sluggo          | 3:20    |
| 9.  | „Summertime”                                 | Stress                  | 3:01    |
| 10. | „Press 7” (gości. Alexander DeLeon)          | Evan Taubenfeld         | 3:45    |
| 11. | „Woww”                                       | Patrick Stump           | 2:38    |
| 12. | „2 AM”                                       | Stress                  | 3:55    |
| 13. | „Est. (80's Baby)”                           | Patrick Stump           | 2:34    |
|     |                                              |                         | 45:04   |

| iTunes bonus track | iTunes bonus track        | iTunes bonus track | iTunes bonus track |
| Nr                 | Tytuł utworu              | Producent          | Długość            |
| ------------------ | ------------------------- | ------------------ | ------------------ |
| 1.                 | „I Am” (gości. Lil Wayne) | Clayton Haraba     | 3:28               |

| Japonia bonus track | Japonia bonus track | Japonia bonus track |
| Nr                  | Tytuł utworu        | Długość             |
| ------------------- | ------------------- | ------------------- |
| 1.                  | „Horrifyin Man”     | 3:42                |
| 2.                  | „Magical Flow”      | 2:40                |